# Фалк
Фалк (фр. Falck) је насељено место у Француској у региону Лорена, у департману Мозел.
По подацима из 2011. године у општини је живело 2538 становника, а густина насељености је износила 418,12 становника/km².

## Демографија
| 1962. | 1968. | 1975. | 1982. | 1990. | 2011. |
| ----- | ----- | ----- | ----- | ----- | ----- |
| 2.792 | 2.505 | 2.528 | 2.737 | 2.720 | 2.538 |